# شمح (رده)
شمح (نام علمی: Ochradenus) نام یک سرده از تیره اسپرکیان است.